# Серёжа (повесть)
«Серёжа» — повесть Веры Пановой, написанная в 1955 году и имеющая подзаголовок «Несколько историй из жизни очень маленького мальчика». Впервые опубликована в журнале «Новый мир» (1955, № 9). В 1960 году произведение было экранизировано режиссёрами Георгием Данелией и Игорем Таланкиным.

## Сюжет
Действие повести начинается в 1947 году. Главный герой — пятилетний Серёжа — живёт в маленьком городке вдвоём с мамой Марьяной; его отец погиб на войне. Мир мальчика — это первые книги с картинками, водокачка, кинотеатр, дворовые куры, уличные товарищи, с которыми постоянно случаются смешные и грустные истории. Однажды в их доме появляется Дмитрий Корнеевич Коростелёв — директор совхоза «Ясный берег». Мама объясняет, что отныне он будет Серёжиным папой. С приходом Коростелёва число Серёжиных родственников увеличивается: теперь к ним прибавляются мама и бабушка Дмитрия Корнеевича. Смерть прабабушки становится первым драматичным событием в жизни мальчика; на кладбище он испытывает потрясение от слов тёти Тоси о том, что «все там будем». Коростелёв, поняв, что эта тема волнует ребёнка, твёрдо обещает, что Серёжа никогда не умрёт.
Весной Дмитрий Корнеевич сообщает мальчику, что скоро у него появится брат или сестра. Затем мама отправляется в больницу, откуда привозит младенца Алексея. Крошечный, с тонкими ручками и ножками брат поначалу разочаровывает Серёжу, но Коростелёв объясняет, что тому всего девять дней от роду; зато впоследствии, по заверениям Дмитрия Корнеевича, Алексей «будет парень что надо».
Летом к Серёжиному товарищу Ваське приезжает в гости родной дядя — капитан дальнего плавания. На ребят производят большое впечатление его татуировки — в городке зарождается коллективное увлечение рисунками на теле. Серёжу друзья также вовлекают в действо: наносят ему на правую руку чернильную букву «С». Вскоре у мальчика поднимается температура, начинается лихорадка; приглашённый доктор ставит ему уколы. Заражения крови удаётся избежать, однако ослабленного ребёнка преследуют другие недуги — ангина, воспаление желёз.
Почти всё лето мальчик сидит дома, а осенью в семье начинаются масштабные сборы: Коростелёва переводят на работу в Холмогоры. Серёжа не сомневается, что поедет вместе со всеми, но мама объясняет, что до весны или лета он останется с соседкой тётей Пашей: брать с собой болезненного ребёнка на необустроенное место с неизвестным климатом не рекомендует доктор. Ощущение отверженности и беспомощности перед чужой волей меняет Серёжу: он становится молчаливым, перестаёт задавать вопросы. В день отъезда он старается не плакать, поэтому горестно прощается с близкими и, не дожидаясь отправления грузовика, уходит в дом. Наблюдая за согнувшимся от душевной боли мальчиком, Дмитрий Корнеевич выпрыгивает из машины и просит его быстро собрать вещи и игрушки. Затем, не слушая протестов Марьяны и тёти Паши, усаживает сына в кабину. Семья отправляется в путь, и Серёжа испытывает ликование от того, что Коростелёв их любит и за них отвечает.

## История создания
Герои «Серёжи» — молодой руководитель совхоза Коростелёв, учительница Марьяна и её пятилетний сын — сначала «поселились» в другом произведении Веры Пановой: повести «Ясный берег». Она была опубликована в 1949 году, получила хорошую прессу и Сталинскую премию третьей степени, однако казалась автору незавершённой: «Тема „ребёнка“ жгла мне руки: словно я в них держала что-то горячее и хрупкое, что может разбиться, и потому надо скорей его пристроить». В 1953 году Панова сообщила директору издательства «Детская литература» о намерении написать трилогию, в которой был бы показан процесс взросления и становления Серёжи Лаврова; согласно писательскому замыслу, в первой книге мальчик отправляется в школу, во второй идёт в восьмой класс, в третьей читатели знакомятся уже с героем-выпускником. Подобное развитие темы было «узаконено традицией русской литературы», отмечала Вера Фёдоровна.
Первоначальный замысел остался неосуществлённым. Панова сама отказалась от идеи трилогии, решив написать небольшую повесть про мальчика, находящегося в «нежном дошкольном возрасте»:

Повесть получила характерный подзаголовок («Несколько историй из жизни очень маленького мальчика»), ограничивающий рамки художественного повествования во времени. В этих нескольких «историях» Панова пошла не вширь, а вглубь, к тайне рождения и воспитания человеческой индивидуальности.

## Отзывы и рецензии
Одна из первых рецензий, напечатанных в «Учительской газете» (1955, 16 ноября), была наполнена претензиями к автору. Критик К. Владимиров утверждал, что в «Серёже» «нет сюжетного стержня, на который нанизывались бы события»; по его мнению, в предыдущей повести Пановой — «Ясном береге» — те же персонажи выглядели более убедительными и яркими. Сомнения рецензента вызвала и достоверность образа главного героя, который «искусственно изолирован от типических обстоятельств нашей эпохи»; к тому же пятилетний мальчик, по словам Владимирова, выглядит в произведении ребёнком с «преувеличенной склонностью к самоанализу». На эту публикацию прозаик Николай Атаров откликнулся со страниц «Нового мира» (1956, № 1) ехидной репликой: «Можно ли читать книжки не думая?»
В целом литературное сообщество доброжелательно приняло новую работу Пановой. Так, писатель Твардовский в письме, адресованном Вере Фёдоровне (1955, 12 сентября), сообщил, что с интересом прочитал «Серёжу» в журнальном варианте; некоторые замечания Александра Трифоновича касались небольшого «переборчика по линии „детскости“», а также фактических неточностей: «Рожь сперва колосится, а потом цветёт, а не наоборот, как у Вас; рубленые дрова — это хворост, их никто не считает на кубометры».
Весьма тёплое письмо направил Пановой и Корней Чуковский. В нём он предсказал, что книга, созданная «в очень строгих! — (подлинно классических) пропорциях», будет переведена на многие языки. По подсчётам Корнея Ивановича, в сюжете «Серёжи» участвуют ровно тридцать действующих лиц, каждый из которых обладает собственным характером. Много лет изучая «детский язык», автор книги «От двух до пяти» признал, что в образе главного героя «нет ни единой фальши». По словам Чуковского, он не успел подготовить рецензию о новой повести Пановой для «Литературной газеты» — его опередила критик Евгения Книпович, написавшая для этого издания «хвалебную статью». Отдельно Корней Иванович передал привет и благодарный отзыв от Фриды Вигдоровой, назвавшей выход «Серёжи» «радостным событием нашей жизни».

Каждому из них [героев] уделено ровно столько внимания и места, сколько нужно для общего замысла. Это-то и восхищает меня больше всего, — дивная соразмерность частей, подчинённость всех образов и красок единому целому, та самая, что чарует нас в пушкинской и чеховской прозе.— Корней Чуковский
Значение повести «Серёжа» признаётся и через много лет после её создания: например, в одном из выпусков передачи «Школа злословия» (за 31 марта 2014 года) писательница Татьяна Толстая назвала её «одним из шедевров русской литературы».

## Герои

### Серёжа
Почти не вмешиваясь прямо в рассказ, ведя его как бы от имени мальчика, писательница вместе с тем очень чётко, подчас даже резко выражает своё отношение к происходящему с Серёжей… Дети — не полевые цветы, которых напоит дождь, пригреет солнце, и они вырастут сами по себе, — мысль эта находит в «Серёже» дальнейшее развитие.
Повесть начинается с портрета Серёжи; к описанию его внешности автор прибегает и в дальнейшем: герой — это светловолосый худенький мальчик с открытым лбом, тенистыми ресницами, большими ве́ками. Мир ребёнка на первых страницах незамысловатый; он наполнен такими «немудрёными вещами, как медная ступка на кухне у тёти Паши или цветы-граммофончики вокруг террасы». По мнению литературоведа Александра Нинова, в своих наблюдениях за муравьями, собакой Букетом и котом Зайкой Серёжа напоминает Алексея — рассказчика из романа Ивана Бунина «Жизнь Арсеньева»; героев объединяет обязательный для «бессознательно-младенческого возраста» этап, во время которого «мир всё расширялся, становился всё вещественней, но всё же первое время не люди и не человеческая жизнь, а растительная и животная больше всего влекли к себе наше внимание».
Именно Серёжин взгляд на мир позволяет читателям познакомиться с его мамой Марьяной и «новым» отцом Дмитрием Корнеевичем Коростелёвым; глазами мальчика воспроизведена обстановка маленького городка, в котором всё кажется большим: водокачка, памятники, кинотеатр, совхозные угодья. Серёжа растёт, и каждый новый день приносит ему открытия: так, он внезапно узнаёт, что у любого человека есть сердце. Вслушиваясь в речь взрослых людей, ребёнок приходит к выводу, что те произносят «уйму лишних слов». Как отметила писательница Зоя Богуславская, каждая история повести — это определённая веха, «приближающая мальчика ещё на одну ступеньку к взрослости». Формирование личности ребёнка идёт и через знакомство с трагическими сторонами жизни:

В главе «Похороны прабабушки», написанной с трезвой, может быть даже жёсткой правдивостью, Панова прослеживает, как отвлечённое понятие смерти впервые становится конкретным фактом сознания человека, входит в его непосредственный психологический опыт.

### Коростелёв
Отношения Серёжи и Коростелёва развиваются постепенно, преодолевая несколько этапов. Когда Дмитрий Корнеевич впервые приходит в дом Марьяны в качестве её мужа, он чувствует некоторую неуверенность от понимания, что появление отчима может травмировать ребёнка. Однако с каждым шагом мальчик и взрослый мужчина приближаются друг к другу. По мнению исследователей, Коростелёв находит нужную интонацию для общения с отзывчивым, впечатлительным и очень чутким пятилетним человеком: «Он ведёт себя с Серёжей удивительно естественно, с полным доверием к личности мальчика, с уважением к его ребячьим просьбам, заботам, недоумениям». Отсутствие превосходства подчёркивается даже в обращениях: вместо привычного «Серёжа» мальчик слышит от Дмитрия Корнеевича «Сергей», «ты, брат мой». Именно Коростелёв помогает ребёнку найти ответы на тяготящие его вопросы: так, Дмитрий Корнеевич разрешает проблему неизбежности смерти твёрдым уверением, что «мы не умрём, это я тебе гарантирую»; он же объясняет, что сморщенный и неказистый младенец-брат станет ему впоследствии хорошим другом.

### Марьяна
Марьяна работает учительницей, поэтому в общении с Серёжей она порой ведёт себя не как мама, а как школьный педагог, «торопящийся сделать сына правильно поступающим человеком». Для неё видимая учтивость, показная демонстрация вежливости зачастую важнее, нежели «собственный поиск» ребёнка; отсюда её отрывистые реплики «Вырастешь — поймёшь», «Тебе ещё рано об этом думать». По мнению исследователей, методы воспитания Марьяны, убеждённой, что до детей надо донести существующие на все случаи жизни «готовые, разжёванные формулы», резко отличаются от принципов Коростелёва. Дмитрий Корнеевич считает, что Серёжа сам должен находить ответы на многие сложные вопросы, потому что искать — «значит творчески осваивать мир». В отличие от мужа, Марьяна не чувствует подлинных переживаний сына; она не замечает, что мальчик каждый день меняется. Выйдя замуж и родив второго ребёнка, женщина не охладела к первенцу, который прежде «был единственным объектом пылкой материнской любви», однако в её отношении к Серёже появилась некая отстранённость.

Формальная педагогика Марьяны, её представления о жизни, которые порой вступают в конфликт с самой жизнью, но которые она пытается неукоснительно применять к Серёже, встречают отпор Коростелёва потому, что он видит живую жизнь, а не букву её, конкретного человека, а не условный муляж.

## Финальные страницы повести
Заключительные главы повести — «Холмогоры», «Накануне дня отъезда», «День отъезда» — рассказывают о самых, по мнению Александра Нинова, драматичных обстоятельствах в жизни Серёжи: он испытывает горечь от грядущего расставания с родными людьми и по-настоящему страдает от непонимания матери. В сложной истории с переездом Марьяна «допускает нравственную ошибку» — она не видит, что для сына сама мысль о разлуке мучительна, а полученная им душевная травма опаснее, чем ангина и воспаление желёзок. История с Холмогорами становится для мальчика «завершением целой эпохи», расставанием с «нежным возрастом».
По словам Зои Богуславской, на последних страницах каждая деталь, будь то описание скрываемых слезинок или сомнения ребёнка в том, что он нужен близким, — знаковая. В эти дни Серёжа переживает целую гамму незнакомых доселе чувств: безграничное отчаяние, тихую надежду, безутешное горе, абсолютную подавленность и, наконец, подлинное счастье от того, что в последний момент Коростелёв принимает волевое решение:

Драматизм ситуации, пережитой Серёжей, достигая своего предела в последние минуты перед отъездом, разрешается счастливой и трогательной концовкой. Серёжа тоже едет в Холмогоры! Отбросив все страхи, Коростелёв берёт его со всеми, он, Коростелёв, за всё отвечает, он замечательный человек, этот Коростелёв!

## Художественные особенности
Исследователи отмечают, что повести о детстве условно разделяются на две группы. В первой присутствуют элементы авторской биографии и рассказывается о личном восприятии мира в «нежном возрасте». В русской литературе к таким произведениям относятся трилогия Льва Толстого («Детство», «Отрочество», «Юность»), мемуарно-биографическая трилогия Сергея Аксакова, роман Бунина «Жизнь Арсеньева». Во вторую входят повести и рассказы, авторы которых (Тургенев, Чехов, Куприн) «дают образцы объективного рассказа о детях». Повесть «Серёжа» стилистически близка к второй группе: «Писательница знает о своём герое несравненно больше того, чем он сам знает и может сказать о себе».
Вера Панова ведёт повествование от третьего лица, однако манера письма и интонационная подача сродни языку пятилетнего ребёнка; в этой стилистике совмещаются светлое мальчишеское простодушие, «неожиданная логика детского мышления» и мягкая улыбка тонкого наблюдателя:

Это юмор особого рода, не опирающийся на комические ситуации, смешные проделки или забавные словечки. Это тонкий, чисто психологический юмор. Его источник в той несокрушимой уверенности, с какой Серёжа судит об окружающих и о мире с высоты своего громадного пятилетнего опыта.
Автор использует также метод контраста; благодаря ему читатель может видеть одну и ту же ситуацию глазами и ребёнка, и взрослого. То, что для старших персонажей «Серёжи» является обыденностью (улицы, дворы, домашние животные), у главного героя вызывает «восторг первооткрывателя». Язвительные интонации и определённая жесткость при выборе изобразительных средств появляются в главе, рассказывающей о приезде Васькиного дяди. Панова, избегая «прямого столкновения», включает в действие «конфликт опосредованный» — Серёжа видит, что легендарный капитан дальнего плавания с его томными восклицаниями («До чего же преле-лестно!», «Пре-елестный мальчик!») и неуместными просьбами подать за обедом салфетку мало напоминает романтичного покорителя морских просторов: «Портрет капитана, который пускает пыль в глаза… выполнен в повести в несвойственной Пановой откровенно сатирической манере».

## Экранизация
В 1960 году режиссёры Георгий Данелия и Игорь Таланкин сняли фильм «Серёжа», получивший на XII Международном кинофестивале в Карловых Варах главный приз — Хрустальный глобус. Анализируя картину, Зоя Богуславская отметила, что её создатели сумели обозначить возраст главного героя с помощью таких деталей, как, например, ноги Серёжи, сидящего на скамейке: они не достигают земли. Тема постепенного взросления персонажей раскрывается в эпизоде проводов подростка Женьки в фабрично-заводское училище: дождавшись, когда уезжающий товарищ сядет в попутную машину, дети поворачиваются в обратную сторону и начинают двигаться в сторону дома. Камера неотступно следит, как постепенно уменьшаются, удаляясь, их силуэты:

Этот образ дороги и идущих по ней детей, которые должны в большом мире (как бы им в этом ни помогали взрослые) сами пройти свой путь, накопить и собственный, а не только старшими добытый опыт, — очень тонко передаёт отношение Пановой к своим юным героям. 